# Pont-de-Veyle
Pont-de-Veyle är en kommun i departementet Ain i regionen Auvergne-Rhône-Alpes i östra Frankrike. Kommunen ligger  i kantonen Pont-de-Veyle som ligger i arrondissementet Bourg-en-Bresse. Kommunens areal är 1,94 km². År 2022 hade Pont-de-Veyle 1 600 invånare.

## Befolkningsutveckling
Antalet invånare i kommunen Pont-de-Veyle
Referens: INSEE